# Redneck Deer Huntin'
Redneck Deer Huntin' est un jeu vidéo de tir à la première personne sorti en 1997. Ce jeu n'est pas la suite de Redneck Rampage, ni de Redneck Rampage: Suckin' Grits on Route 66 et de  Redneck Rampage Rides Again. Dans ce jeu, il n'y a que de la chasse aux animaux, pas d'extraterrestres ni de clones, seulement quelques armes qui ont été modifiées et d'autres qui ont disparu. Il y a des lieux inédits.

## Description
Chasse au chevreuil, rejoignez Leonard, un redneck, et de faire la chasse à quatre sortes d'animaux (cerf, canard, sanglier sauvage, et dindon sauvage) dans 8 hectares de nature sauvage avec différentes armes au pays des Rednecks. C'est la chasse avec une attitude.